# Yoshiyuki Yamanaka
Yoshiyuki Yamanaka (jap. 山中 良之, Yamanaka Yoshiyuki; * 4. März 1953 in der Präfektur Wakayama) ist ein japanischer Jazzmusiker (Tenor- und Sopransaxophon, Flöte).
Yoshiyuki Yamanaka begann während seines Studiums an der Pharmazeutischen Hochschule Kyōto Tenorsaxophon zu lernen; erste professionelle Auftritte hatte er bei Osamu Ichikawa und Satoshi Inoue. Yamanaka spielte ab den 1980er-Jahren u. a. mit Eiji Nakayama/Masaru Imada (North Plain, 1982),   1988  entstand sein Album Peggy's Blue Skylight, auf dem er mit Haruki Satō, Takayuki Katō, Masayoshi Yoneda, Sachi Hayasaka und Masayuki Kume zu hören ist. In den folgenden Jahren wirkte er auch bei Aufnahmen von Yoshiaki Miyanoue (Bluesland, 1992) mit. Es folgten mehrere eigene Alben bei Pentatonic Records, Paddle Wheel und Origin Records.
Sein Album Great Time erreichte 1997 einen vierten Platz im Leserpoll des  Swing Journal. 1999 kam er im Leserpoll dieser Zeitschrift als Tenorsaxophonist auf den dritten Platz. Im Laufe seiner Karriere arbeitete er auch mit Keiko Lee, Barry Harris, Jimmie Smith, Jimmy Scott und Earl May. Im Bereich des Jazz listet ihn Tom Lord zwischen 1982 und 1999 bei sieben Aufnahmesessions.

## Diskographische Hinweise
- Blue Rouse (Paddle Wheel, 1993), mit Ken’ichi Yoshida, Teiji Sasaki, Yasushi Hiroe
- Here's the Song (Paddle Wheel, 1995), mit Ken’ichi Yoshida, Teiji Sasaki, Yasushi Hiroe
- Yoshiyuki Yamanaka With Symphonic Orchestra: Dreamin’ (Paddle Wheel, 1997)
- Great Time (Origin, 1999), mit Junior Mance, Earl May, Ben Riley